# Hôtel de ville d'Aulnay-sous-Bois
L`Hôtel de ville d'Aulnay-sous-Bois, commune française du département de la Seine-Saint-Denis en région Île-de-France, a été construit en 1934, selon les plans de l'architecte Lévêque.
Rendu nécessaire par une population en forte croissance, ce bâtiment fut édifié avec une façade comportant axes de fenêtres et un portail en plein cintre. C'est l'un des plus beaux hôtels de ville de la région. L'axe central est surmonté d'une structure avec une horloge et une haute lanterne.